# António de Alcáçova Carneiro
D. António de Alcáçova Carneiro, 10.º  alcaide-mor de Campo Maior e Ouguela (um cargo hereditário na família Silva desde a 1.ª metade do século XV, que passara por casamento para os Alcáçova Carneiro), foi um dos Quarenta Conjurados da revolução do 1 de Dezembro de 1640 que restabeleceu a Independência de Portugal em relação ao jugo de Castela.
Serviu também na Índia, onde foi "Capitão do Norte".

## Dados genealógicos
Foi baptizado em 10 de Janeiro de 1608, na freguesia do Sacramento, em Lisboa.
Era filho de D. Pedro de Alcáçova Carneiro (que era neto de outro Pêro ou Pedro de Alcáçova Carneiro, 1.º conde de Idanha-a-Nova, por carta de 2 de janeiro de 1584 de Filipe I de Portugal), com D. Maria Benedita de Noronha. O pai de D. Maria Benedita, D. Gil Eanes da Costa, (1543 - 1612), fora um renomado político e mecenas da época.
Casou a 1.ª vez com:
- D. Maria da Costa, sua prima irmã, filha de D. Rodrigo da Costa (tio materno de D. António), capitão-mór do mar da Índia, "onde morreu pelejando em 1633",[6] e D. Joana de Sousa, sem geração.

Casou pela 2.ª vez, em Lisboa, em 8 de Setembro de 1653, com:
- D. Helena de Portugal (c. 1630 - ?), filha de D. João de Almeida, chamado de "o Formoso",  alcaide-mor de Loures e Alcobaça com D. Violante Henriques (progenitores do 1.º conde de Assumar), igualmente sem descendência deste casamento.

Como não deixou geração - e a descendência de seu tio paterno, D. Manuel Lobo Carneiro, acabaria por se extinguir no final do século XVIII - a representação dos Alcaides de Campo Maior e Ouguela, veio a recair em sua tia paterna, D. Maria de Alcáçova Carneiro, que casou três vezes, duas das quais com descendência.
Do primeiro casamento, com Lopo de Brito, morgado de Valbom (que não deve ser confundido com seu avô e homónimo, Lopo de Brito, 2.º capitão de Ceilão, de 1518 a 1522), da varonia dos Britos, senhores dos morgados de Santo Estevão, em Beja, e de São Lourenço ou Santa Ana, em Lisboa teve como filha herdeira e sucessora D. Maria de Brito e Alcáçova, que casou com D. Francisco de Azevedo e Ataíde, senhor das honras de Barbosa e Ataíde, e mestre de campo general do exército de Entre Douro e Minho; com sucessão, nos senhores desta casa.

Do seu terceiro casamento, com Jerónimo Correia Baharém, D. Maria de Alcáçova teve também geração: um filho, António Correia Baharém (com descendência, nos condes da Lousã) e uma filha, D. Joana, casada com António Lobo de Saldanha, com descendência nos condes das Galveias.